# Ciencias bíblicas

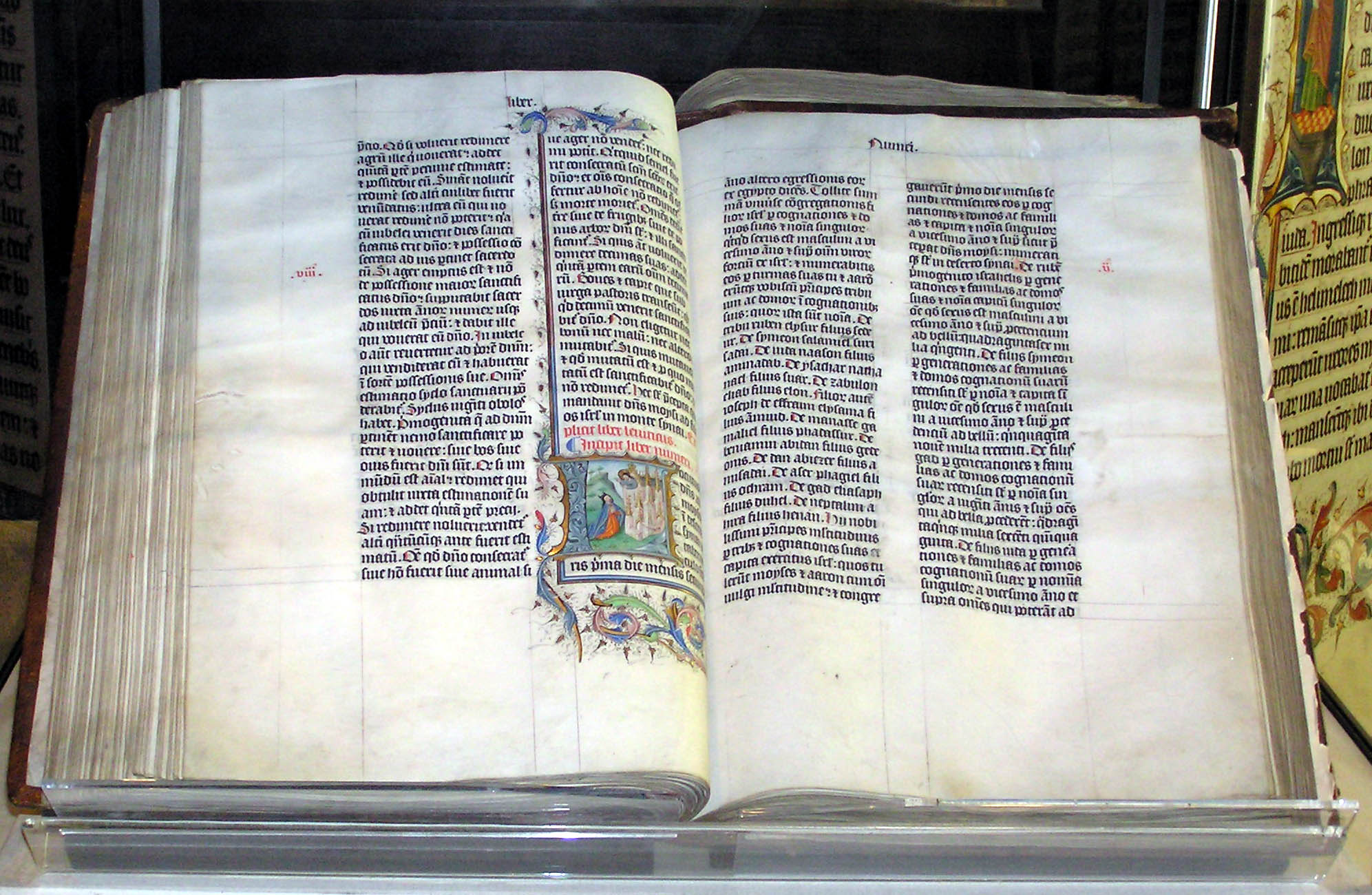
Una Biblia inglesa de 1407.

Las ciencias bíblicas o estudios bíblicos son la aplicación de un conjunto de disciplinas diversas al estudio de la Biblia judía y cristiana. Para su teoría y métodos, esta área de conocimiento se basa en disciplinas que van desde la arqueología hasta la crítica literaria, la historia, la filología y las ciencias sociales.
Diferentes universidades seculares así como religiosas ofrecen cursos de estudios bíblicos, normalmente ofrecidos por sus departamentos de teología, estudios judaicos, historia o literatura comparada. Los académicos y estudiosos de las ciencias bíblicas no tienen por qué tener un compromiso de fe con los textos que estudian, pero puede ocurrir que este sea el caso.

## Definición
El "Oxford Handbook of Biblical Studies" define este campo como el conjunto de varias, y en algunos casos independientes, disciplinas para el estudio del conjunto de textos antiguos generalmente conocidos como la Biblia. Entre estas disciplinas están, pero no se limitan solo a ellas, arqueología, egiptología, crítica textual, lingüística, historia, sociología y teología.

## Crítica bíblica
La investigación de los académicos bíblicos es denominada con frecuencia crítica bíblica. No presupone, pero tampoco niega, la creencia en el origen sobrenatural de las escrituras. En vez de eso, aplica a la Biblia métodos de análisis textual utilizados en otras disciplinas de las ciencias sociales y humanísticas. Numerosos estudiosos bíblicos también interactúan con los intérpretes y métodos de interpretación tradicionales judíos y cristianos, que podrían denominarse exégesis bíblica o hermenéutica e historia de la interpretación o historia recibida.

## Historia de la Biblia
La investigación histórica ha dominado con frecuencia el estudio bíblico moderno. Los estudiosos bíblicos han intentado habitualmente interpretar textos particulars dentro de su contexto histórico original y utilizar todo tipo de información disponible para reconstruir ese entorno. La alta crítica o crítica histórica persigue determinar el origen, autoría y proceso por medio del cual los textos antiguos fueron compuestos. Entre las teorías de crítica histórica más famosas se encuentran la hipótesis documentaria que sugiere que el Pentateuco fue compilado a partir de cuatro fuentes escritas diferentes, y diferentes reconstrucciones del "Jesús histórico" basadas principalmente en las diferencias entre los diferentes Evangelios Canónicos.

## Idioma original
El estudio de los idiomas originales en los que la Biblia fue escrita suele considerarse imperativo para poder realizar una interpretación bíblica seria y profunda. La mayor parte de la Biblia Judía, el Tanaj, que es la base del Antiguo Testamento cristiano, fue escrito en Hebreo Bíblico, aunque algunos capítulos se escribieron en Arameo Bíblico. El Nuevo Testamento fue escrito en koiné griego, con posibles influencias arameas, de igual modo que la primera traducción de la Biblia Judía, conocida como Septuaginta o Antiguo Testamento Griego. Por lo tanto, el hebreo, el griego y en ocasiones el arameo siguen siendo enseñados en la mayoría de los programas universitarios de estudios bíblicos.

## Disciplinas
Las ciencias bíblicas presentan una variedad de disciplinas que pueden agruparse en dos grandes áreas:
- La Biblia y su contexto:
  - Historia.
  - Geografía.
  - Arqueología.
  - Canon.
  - Literatura.

- La tarea de traducción:
  - Lingüística.
  - Filología.
  - Técnicas de traducción.
  - Antropología.